# Список православных монастырей Болгарии
Православных монастырей в Болгарии, находящихся в юрисдикции Болгарской православной церкви насчитывается около 250. Большинство из них расположено в окрестностях Софии. На горе Афон находится болгарский монастырь Зограф.

## Список монастырей
- Аладжа (болг. Аладжа манастир)
- Басарбовский монастырь (болг. Басарбовски манастир)
- Батановский монастырь (болг. Батановски манастир)
- Баткунский монастырь (болг. Баткунски манастир)
- Бачковский монастырь (болг. Бачковски манастир)
- Белащинский монастырь (болг. Белащински манастир)
- Белочерковский монастырь (болг. Белочерковски манастир)
- Габренский монастырь (болг. Габренски манастир)
- Гложенский монастырь (болг. Гложенският манастир «Свети Великомъченик Георги Победоносец»)
- Градешница
- Драгалевский монастырь (болг. Драгалевски манастир)
- Дряновский монастырь (болг. Дряновският манастир Свети Архангел Михаил)
- Забельский монастырь (болг. Забелски манастир)
- Земенский монастырь (болг. Земенски манастир «Свети Йоан Богослов»)
- Килифаревский монастырь (болг. Килифаревски манастир Рождество Богородично)
- Кремиковский монастырь (болг. Кремиковски манастир «Свети Георги»)
- Лозенский монастырь (болг. Лозенският манастир «Свети Спас»)
- Лопушанский монастырь (болг. Лопушански манастир «Св. Йоан Предтеча»)
- Преображенский монастырь (болг. Преображенски манастир)
- Рильский монастырь (болг. Манастир «Св. Иван Рилски») — памятник Всемирного наследия ЮНЕСКО
- Рождественский монастырь (болг. Роженски манастир)
- Сокольский монастырь (болг. Соколски манастир)
- Троянский монастырь (болг. Троянски манастир «Успение Богородично»)
- Черепишский монастырь (болг. Черепишки манастир «Успение Богородично»)
- Чуриловский монастырь (болг. Чуриловски манастир «Свети Георги»)
- Шипкинский монастырь (болг. Шипченски манастир)